# Maslivți, Șîșakî
Maslivți (în ucraineană Маслівці) este un sat în comuna Koverdîna Balka din raionul Șîșakî, regiunea Poltava, Ucraina.

## Demografie
Componența lingvistică a localității Maslivți
     Ucraineană (100%)
Conform recensământului din 2001, toată populația localității Maslivți era vorbitoare de ucraineană (100%).